# 桶川市立加納小学校
桶川市立加納小学校（おけがわしりつ かのうしょうがっこう）は、埼玉県桶川市坂田にある公立小学校。

## 概要

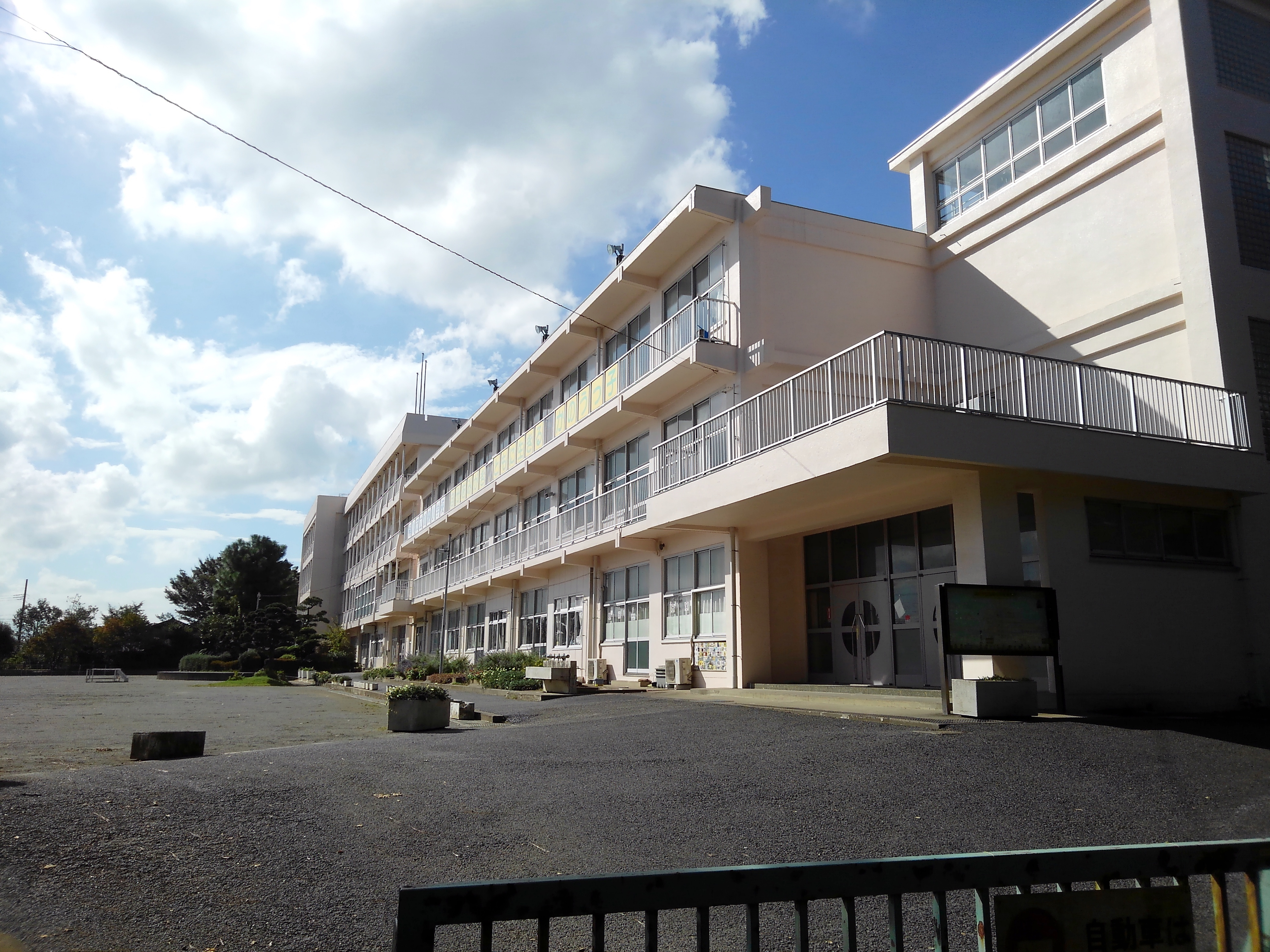
正門から校舎を望む

2021年で開校148周年。現在、桶川市内で最も歴史の古い学校。2006年度までは桶川南小が一番長い歴史があったが桶川北小と合併して桶川小学校となったため、自動的に一番古い学校となった。

## 風景
だいおうまつの木があり、学校のシンボルになっている。

## 歴史

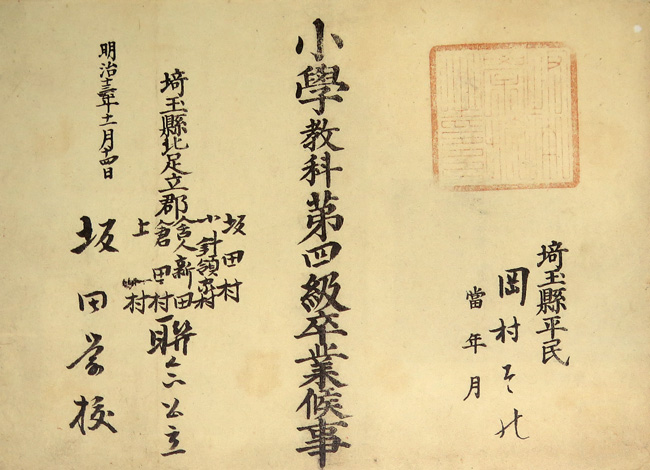
坂田学校卒業証書（1880年）

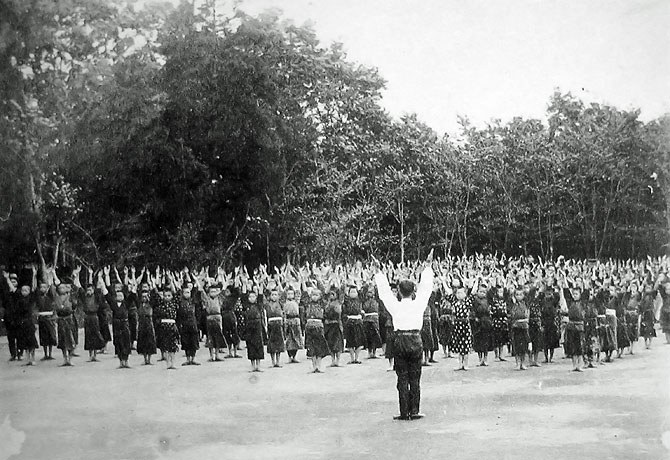
加納尋常高等小学校の校庭で合同体操をしている様子（1914年）

学制頒布が行われた翌年に開校して以来の歴史があるため、この学校の歴史を知る事は時にこの土地の歴史を知ることにもなり得る。
開校当初は隣にある医王院を校舎としていて、現在も寺の中に｢坂田學校｣と書かれた木版が残されている。
- 1873年4月 - ｢坂田学校｣の名称で医王院で授業を開始
- 1886年4月 - ｢坂田尋常小学校｣と名称が変更[1]
- 1892年 - ｢坂田尋常高等小学校｣と名称が変更
- 1908年7月 - ｢加納尋常高等小学校｣と名称が変更
- 1927年 - ｢北足立郡加納尋常高等小学校｣と名称が変更
- 1941年 - ｢北足立郡加納国民学校｣と名称が変更
- 1944年 - 校庭に爆弾が投下された
- 1947年4月 - ｢加納村立加納小学校｣と名称が変更
- 1955年1月 - ｢桶川町立加納小学校｣と名称が変更
- 1964年 - 給食開始
- 1965年2月 - 鉄筋コンクリート造りの東校舎が完成
- 1967年7月22日 - プール完成
- 1970年11月 - ｢桶川市立加納小学校｣と名称が変更、当時の校長の作により校歌制定
- 1971年3月 - 校旗制定
- 1973年3月 - 鉄筋コンクリート造り西校舎完成
- 1973年 - 開校百周年記念祭を開催
- 1975年3月 - 体育館落成
- 1997年8月 - パソコンの設置
- 2003年10月 - 開校130周年記念式典を挙行
- 2013年11月 - 開校140周年記念式典を挙行

## 出身有名人
- 三遊亭遊馬
- 本木雅弘（開校130周年の記念式典のときに招待された）
- 小野克典（桶川市長）

## アクセス
桶川駅東口より朝日バス「加納循環」で「加納小学校」下車。